# Colibrí mango de Puerto Rico
El colibrí mango de Puerto Rico (Anthracothorax aurulentus) és una espècie d'ocell de la família dels troquílids (Trochilidae) que habita boscos poc densos de Puerto Rico i les illes Verges. Ha estat considerat tradicionalment una subespècie del colibrí mango de la Hispaniola.